# Medaglia del 50° anniversario di sacerdozio di Leone XIII
La medaglia del 50º anniversario di sacerdozio di Leone XIII venne istituita da papa Leone XIII nel 1887.
La medaglia venne istituita per commemorare il 50º anniversario di sacerdozio del pontefice.

## Insegne
La medaglia consisteva in un tondo d'argento o di bronzo riportante sul diritto il volto di Leone XIII rivolto verso sinistra, attorniato dalla legenda "LEO XIII PONT. MAX. AN. X" e sotto il busto la firma dell'incisore BIANCHI. Il rovescio riportava invece al centro la figura di una croce raggiante sopra una nuvola, il tutto attorniato dalla scritta "AN. L. A. CONSACRECR. SACERDOTALI. LEONIS. XIII. P. M. ". Sotto la croce era riportata la data di consacrazione sacerdotale del pontefice secondo la definizione latina: "KAL. IAN. MDCCCLXXXVIII"
Il nastro era azzurro con due fasce bianche a lato.